# Burkina Faso na Mistrzostwach Świata w Lekkoatletyce 2011
Burkina Faso na Mistrzostwach Świata w Lekkoatletyce 2011 – reprezentacja Burkina Faso podczas czempionatu w Daegu liczyła 2 zawodników.

## Występy reprezentantów Burkina Faso

### Mężczyźni

#### Konkurencje biegowe
| Konkurencja   | Zawodnik       | Runda 1  | Runda 1 | Runda 2  | Runda 2 | Półfinał | Półfinał | Finał    | Finał   |
| Konkurencja   | Zawodnik       | Rezultat | Pozycja | Rezultat | Pozycja | Rezultat | Pozycja  | Rezultat | Pozycja |
| ------------- | -------------- | -------- | ------- | -------- | ------- | -------- | -------- | -------- | ------- |
| Bieg na 100 m | Gérard Kobéané | 10,64    | 4 Q     | 10,59    | 29      | NQ       | NQ       | NQ       | NQ      |

### Kobiety

#### Konkurencje biegowe
| Konkurencja                | Zawodnik          | Runda 1  | Runda 1 | Półfinał | Półfinał | Finał    | Finał   |
| Konkurencja                | Zawodnik          | Rezultat | Pozycja | Rezultat | Pozycja  | Rezultat | Pozycja |
| -------------------------- | ----------------- | -------- | ------- | -------- | -------- | -------- | ------- |
| Bieg na 100 m przez płotki | Béatrice Kamboulé | 13,76    | 35      | NQ       | NQ       | NQ       | NQ      |